# 迪蘭·希斯
迪蘭·愛德華·希斯（英語：Dylan Edward Cease，1995年12月28日—），為美國職棒大聯盟的投手，目前效力於聖地牙哥教士，先前曾效力於芝加哥白襪。他在2019年登上大聯盟。

## 職業生涯

### 芝加哥小熊
2014年美國職棒大聯盟選秀，希斯因為受傷而嚴重影響其選秀順位。最後他掉到第6輪才被小熊選走，並和球隊簽下150萬美元的合約。之後他便進行湯米約翰手術，並到2015年5月才開始職業生涯。這年他從新人聯盟出發，2016年升上短期1A，並在那裡拿下2勝，防禦率2.22。
2017年，希斯升上1A，他在那裡拿下1勝2敗，防禦率2.79。

### 芝加哥白襪
2017年7月13日，小熊將希斯、埃洛伊·席曼尼茲、Matt Rose和Bryant Flete交易到白襪，換來荷西·昆塔納。不過希斯在白襪1A只拿下1勝10敗，防禦率3.28。
2018年季中，希斯升上2A，並在這年入選未來之星明星賽。2019年，他從3A出發，並在7月3日登上大聯盟。他主投5局失3分拿下勝投，整季他拿下4勝7敗，防禦率5.79。2020年，他拿下5勝4敗，防禦率4.01，投出34次保送為美聯最多。
2021年5月4日，希斯敲出大聯盟首安。這天他主投6局無失分，還演出3安猛打賞。整季他拿下13勝7敗，防禦率3.91。他在分區賽第3場先發面對太空人，但他僅投1.2局失3分，最終無關勝敗。
2022年6月，希斯獲選為美聯單月最佳投手。7月他又連莊一次，成為白襪隊史第一人。

## 個人生活
希斯有一個雙胞胎哥哥艾列克，也是一名棒球選手。他在高中時曾擔任捕手與三壘手。

## 外部連結
- 球員資訊和成績在MLB ，ESPN ，Retrosheet ，Baseball Reference ，Baseball Reference (Minors) ，Fangraphs ，The Baseball Cube （英文）
- 迪蘭·希斯的X（前Twitter）